# Опочненски окръг
Опочненски окръг (на полски: Powiat opoczyński) е окръг в Централна Полша, Лодзко войводство. Заема площ от 1040,19 км2. Административен център е град Опочно.

## География
Окръгът се намира в историческия регион Малополша. Разположен е в
източната част на войводството.

## Население
Населението на окръга възлиза на 78 522 души (2012 г.).
Гъстотата е 75 души/км2.

## Административно деление
Административно окръгът е разделен на 8 общини.
Градско-селска община:
- Община Джевица
- Община Опочно

Селски общини:
- Община Бялачов
- Община Жарнов
- Община Мнишков
- Община Парадиж
- Община Пошвентне
- Община Славно

## Фотогалерия
- Джевица
- Опочно